# Neochori (Zacharo)
Neochori  este un oraș în Grecia în prefectura Elida.